# Closes de la Fonollera
Les closes de la Fonollera són una zona de prats inundables, situats al marge dret de la desembocadura del Ter, que 
ocupa unes 23 hectàrees. L'interès ecològic de la zona rau principalment en el fet de ser una zona de salicornars, 
jonqueres i canyissars. A la zona de la platja, s'hi troben també dunes mòbils embrionàries, dunes secundàries amb Ammophila arenaria i dunes estabilitzades amb comunitats del Crucianellion maritimae. Pel que fa a la fauna destaca la presència de diversos ocells aquàtics. La sobrefreqüentació a l'època estival i la construcció de motes que han alterat la circulació de l'aigua són els principals impactes que afecten la conservació i l'interès ecològic d'aquest espai.